# مورغان وونغ
مورغان وونغ هو محاضر صيني، ولد في 29 يناير 1984 في هونغ كونغ في الصين.